# Monti di Palermo
I monti di Palermo sono il gruppo di montagne che si estendono intorno al capoluogo siciliano.
Si tratta di un segmento della catena siciliana delimitato, rispettivamente ad oriente e ad occidente, dai corsi d'acqua dei fiumi Eleuterio e Jato, sfocianti entrambi nel Mar Tirreno, mentre a sud digradano nelle colline dell'Alta Valle del Belice.

## Orografia
I Monti di Palermo si trovano nello spartiacque siciliano del Vallo di Mazara, crinale montano che separa il versante tirrenico a nord da quello del Mar di Sicilia a sud: corrisponde ad un tratto di circa 25 km, curvato a forma di ferro di cavallo, che va dall'altopiano di Contrada Lupotto a nord-ovest di Ficuzza, a quello di Contrada Percianotta, a sud-est di San Cipirello.
Dallo spartiacque dell'Alto Belice Corleonese, dominato dal monte Pizzuta di 1.333 metri s.l.m., la catena si sviluppa in diverse direzioni: una catena di monti al limite meridionale si allunga per circa 19 km dalle gole dell'Eleuterio, presso Marineo ad est, ai paesi di San Cipirello e San Giuseppe Jato, posti ai piedi dell'estremità occidentale. Essa chiude in pratica la base della ferro di cavallo, comprendendo un vasto altopiano nel cui interno si raccolgono le acque del bacino del Belice Destro, che formano il lago artificiale di Piana degli Albanesi. Ad est il massiccio giunge sino al vicino corso dell'Eleuterio, mentre a nord-est si affaccia sulla Conca d'Oro di Palermo, giungendo ad est fino alla costa del Tirreno.
Maggiore importanza (per l'estensione e per l'elevazione) ha il prolungamento ad ovest, che inizia da Portella della Paglia e si innalza nel rilievo fra l'alto Oreto e l'alto Jato, che ad occidente prosegue fino alla pianura di Partinico. A nord la catena piega per dar vita ai monti di Monreale che si allungano a nord nel Monte Billiemi, che giungono fino al mare fra Sferracavallo e Isola delle Femmine, ed estendendosi a nord-ovest nei Monti di Carini, che giungono sino a Punta Raisi, e nei Monti di Terrasini che terminano a Capo Rama, presso il Golfo di Castellammare.
I Monti di Billiemi con i Monti di Monreale delimitano ad ovest la Conca d'Oro, in cui a nord trovano sede due rilievi del tutto isolati fra mare e pianura: il Monte Pellegrino e il Monte Gallo.

## Suddivisione della catena

### Settore Nord-Occidentale
- Monti di Partinico e Borgetto
- Monti di Monreale
- Monti di Carini
- Monte Gibilmesi
- Bellolampo
- Monte Billiemi
- Monte Cuccio
- Monte Saraceno
- Monte Gallo
- Monte Pellegrino
- Montagna Longa
- Pizzo Capra
- Colle Atollo

### Settore Sud-Orientale
- Monte Grifone
- Monte Gulino
- Monti di Parco Vecchio
- Monti di Belmonte Mezzagno
- Colline di Roccamena
- Monte Moharda
- Monti di Piana degli Albanesi
- Monti di San Cipirello e San Giuseppe Jato
- Gibilrossa

### Vallate e Pianure
- Conca d'Oro
- Piana dei Colli
- Valle dell'Oreto
- Piana di Carini
- Piana di Terrasini e Cinisi
- Pianura di Partinico
- Valle dello Jato
- Valle di Piano Casale (Belmonte Mezzagno)
- Valle di Janselmo (Belmonte Mezzagno)
- Valle di Belmonte Mezzagno (o del fiume Oleandro)
- Piano Stoppa (Misilmeri)
- Valle dell'Eleuterio

### Altopiani
- Pianetto
- Piano Casaboli

## Geologia
Dal punto di vista strutturale ed idrostrutturale i Monti costituiscono i bacini d'alimentazione degli acquiferi di diverse piane costiere, tra cui la Piana di Palermo. In questi sono state riconosciute tre unità tettoniche imeresi (Unità Belmonte Mezzagno/Pizzo Mirabella, Unità Monte Gradara, Unità Monte Saraceno/Monte Cuccio) sovrascorse su altrettante unità tettoniche panormidi (Unità Monte Pecoraio/Pizzo Vuturo/Monte Pellegrino, Unità Monte Palmeto/Monte Castellaccio, Unità Monte Gallo).
La loro struttura è formata da unità tettoniche sovrascorse, derivate dalla deformazione miocenica dei depositi calcareo dolomitici (Piattaforma Carbonatica Panormide) e carbonatico silico clastici (Bacino Imerese). Le osservazioni sul terreno mostrano le unità Imeresi soprastanti alle unità Panormidi. La prima fase tettonica miocenica, con pieghe NordOvest-SudEst e vergenza a SudOvest, ha determinato l'originaria costruzione dell'edificio tettonico. Una seconda fase tettonica, medio-pliocenica, ha generato le pieghe con vergenza NE-SW, localmente con direzione ENE-WSW.
Questa seconda fase ha riattivato preesistenti piani di discontinuità creando un sistema di faglie fuori sequenza con principale direzione E-W. La tettonica pleistocenica ha provocato la separazione delle strutturale ha progressivamente ribassate verso il Mar Tirreno. Nella Piana di Palermo, i depositi Pleistocenici (calcareniti e/o sabbie argillose e silt oltre 150 metri di spessore) coprono le unità Imeresi sovrascorse sulle Panormidi.